# Pic de Sanfonts
Le pic de Sanfonts (également pic de Sanfons ou pic de Cenfonts) est un sommet d'Andorre, situé dans la paroisse de La Massana, culminant à une altitude de 2 889, ou 2 891 mètres.

## Toponymie
Pic a le même sens en catalan qu'en français et désigne un sommet pointu par opposition aux tossa et bony fréquemment retrouvés dans la toponymie andorrane et qui correspondent à des sommets plus « arrondis ».
Sanfons est la forme orthographique reconnue par la nomenclature des toponymes d'Andorre mais coexiste avec d'autres formes telles que Sanfonts (utilisée par l'Institut Cartogràfic i Geològic de Catalunya ou encore la Gran Enciclopèdia Catalana) et Cenfonts.
Dans son Onomasticon Cataloniae, le linguiste Joan Coromines explique les formes toponymiques Sanfonts et Centfonts (toutefois sans mentionner explicitement le pic) par le latin centum fontes (« cent sources ») pour dénommer un endroit où l'eau est abondante,.

## Géographie

### Topographie
Le pic de Sanfonts est situé à 1,2 km au sud-ouest du point culminant de l'Andorre, le pic de Coma Pedrosa (2 943 m). Il surplombe l'Estany Negre ainsi que les Basses de l'Estany Negre, deux petits lacs de montagne situés en aval de ce dernier. Le pic de Sanfonts marque également la frontière entre l'Andorre et l'Espagne (province de Lérida).

### Géologie
Le pic de Sanfonts est situé sur la chaîne axiale primaire des Pyrénées formée de roches du Paléozoïque. Comme dans l'ensemble du Nord-Ouest de l'Andorre, la plupart des roches du parc naturel des vallées du Coma Pedrosa sont datées du Cambrien et de l'Ordovicien. Elles sont essentiellement de nature métamorphique avec le schiste au premier plan,.

### Climat
| Mois                              | jan. | fév. | mars | avril | mai   | juin  | jui. | août  | sep.  | oct.  | nov.  | déc.  | année   |
| --------------------------------- | ---- | ---- | ---- | ----- | ----- | ----- | ---- | ----- | ----- | ----- | ----- | ----- | ------- |
| Température minimale moyenne (°C) | −6,1 | −7   | −5,7 | −4,3  | −1    | 2,2   | 4,6  | 4,5   | 2,5   | 0,4   | −3,1  | −5    | −1,3    |
| Température moyenne (°C)          | −3,4 | −3,8 | −2,2 | −1,7  | 2,4   | 6,3   | 9,7  | 9,5   | 6,6   | 3,3   | −0,5  | −2,3  | 2       |
| Température maximale moyenne (°C) | −0,6 | −0,6 | 1,6  | 1,8   | 6     | 10,8  | 15   | 14,9  | 11,4  | 7,1   | 2,7   | 0,5   | 5,8     |
| Précipitations (mm)               | 86,3 | 44,4 | 60,2 | 108,6 | 136,3 | 126,4 | 99,6 | 109,1 | 109,1 | 114,2 | 137,3 | 104,1 | 1 235,5 |

## Voies d'accès
Situé dans le parc naturel des vallées du Coma Pedrosa, le pic de Sanfonts est accessible par le GR 11 espagnol depuis le village d'Arinsal. Une autre voie d'accès consiste à suivre le trajet du GRP depuis le col de la Botella (route du port de Cabús) jusqu'au port Vell puis à la portella de Sanfonts et à longer la crête jusqu'au pic. Le refuge de montagne le plus proche est celui de Coma Pedrosa.